# Morghab
Il Morghab (in farsi/pashto: مرغاب Morqâb; in turkmeno Murgap; traslitterato anche Murgab, dal russo Мургаб) è un fiume lungo 970 km che nasce in Afghanistan nella zona dei monti Selseleh-ye Safīd Kūh, chiamati storicamente Paropamiso. 
Il corso d'acqua attraversa il distretto di Murghab, cui dà il nome, e tocca la città afgana di Bala Morghab; delinea poi per 16 km il confine naturale tra l'Afghanistan e il Turkmenistan e si inoltra, per poi dissolversi, nel deserto del Karakum.
Sul fiume Morghab, nell'attuale Turkmenistan, la centrale idroelettrica Hindu Kush era la più grande centrale idroelettrica dell'impero russo (costruita nel 1909).

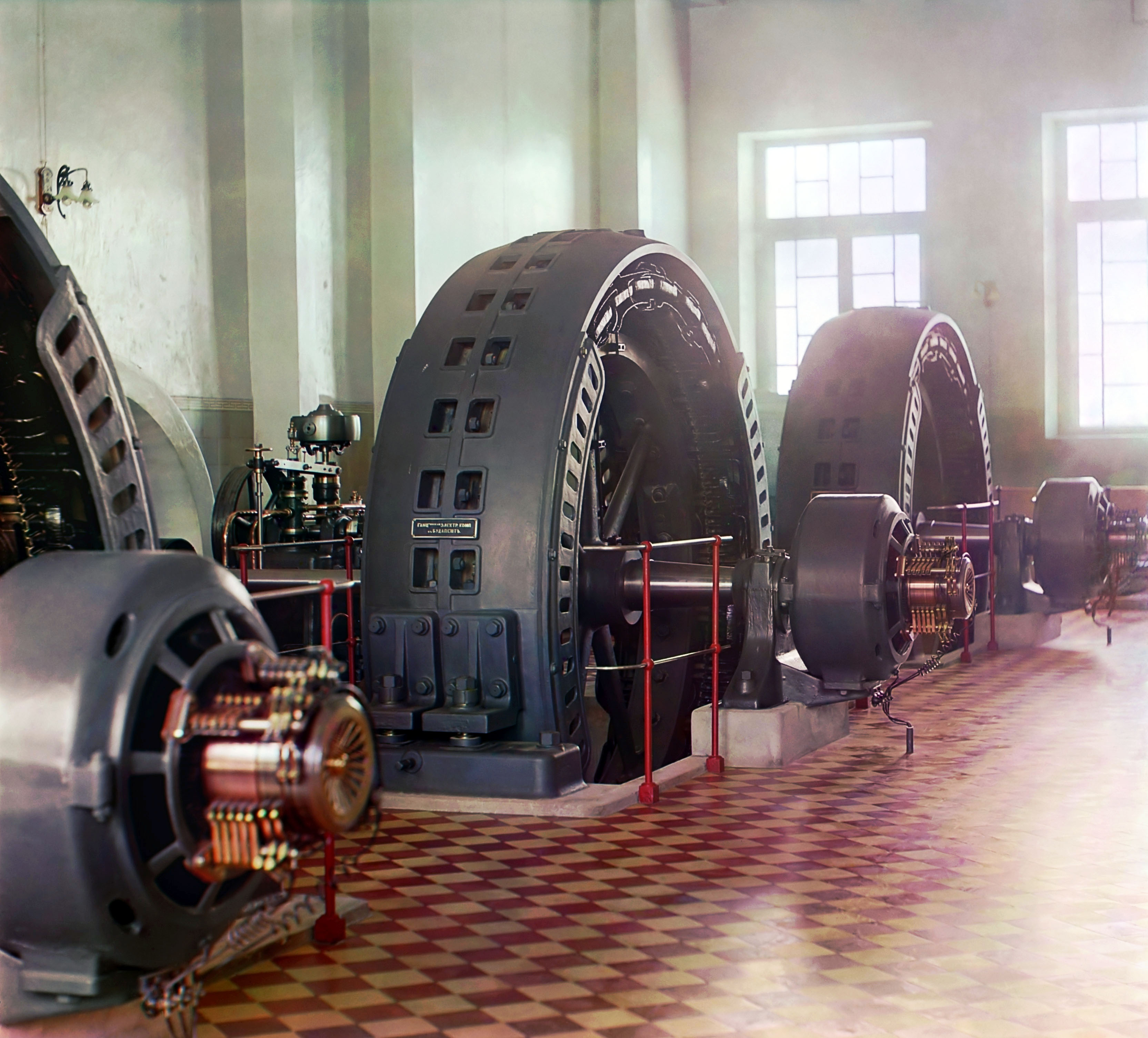
Sala macchine della centrale idroelettrica Hindu Kush

## Affluenti
- Abikajsor
- Kashan
- Kushk